# 一様ノルム

R^{2} 上の最大値ノルム一定な点の軌跡は、図のような黒い正方形を描く。

数学の解析学の分野における一様ノルム（いちようノルム、英語: Uniform norm）は、ある集合 S 上定義される有界な実または複素数値関数 f に対して、非負実数値
{\displaystyle \|f\|_{\infty }\equiv \|f\|_{\infty ,S}:=\sup _{x\in S}|f(x)|}
を割り当てるものである。このノルムは上限ノルム、チェビシェフノルムあるいは無限大ノルムなどとも呼ばれる。「一様ノルム」という名は、このノルムにより定められる距離についてある関数列 (fn) が f に収束することと、fn が f に一様収束することが必要十分であるという事実による。
一様ノルムに下付きの "∞" が用いられているのは、f が連続なる限り p-次平均収束ノルム
{\displaystyle \lim _{p\to \infty }\|f\|_{p}=\|f\|_{\infty }\quad \left(\|f\|_{p}={\Big (}\int _{D}|f|^{p}\,d\mu {\Big )}^{\!1/p}\right)}
が成り立つことによる。ここで D は f の定義域、積分は D が離散集合のときは単なる総和で置き換えられる。
有界でない関数 f をも考慮に入れるならば、上の定義は厳密な意味でのノルムあるいは距離を導くものではない。しかしいわゆる拡張距離が得られるので、それにより考える関数空間上に位相を定義することは可能である。

## 定義と簡単な性質
適当な集合 X とノルム空間 (Y, ǁ ⋅ ǁY) に対し、X から Y への有界写像全体の成す写像空間を M(X, Y) で表せば、写像
{\displaystyle \lVert \cdot \rVert _{\infty }\colon M(X,Y)\to \mathbb {R} ;\;f\mapsto \lVert f\rVert _{\infty }:=\sup _{x\in X}\lVert f(x)\rVert _{Y}}
は M(X, Y) 上のノルムを定める。この写像 ǁ ⋅ ǁ∞ をM(X, Y) 上の上限ノルムと呼ぶ。各点のノルムの上限が無限大にならないために、有界性は本質的である。
- 終域 Y が完備（したがってバナッハ空間）ならば、空間 M(X, Y) は上限ノルムに関してバナッハ空間となる。
- 始域 X が有限でないならば、空間 M(X, Y) の上限ノルムに関する有界閉集合は必ずしもコンパクトでない。
- 始域 X が有限でないならば、空間 M(X, Y) のノルムで上限ノルムと位相的に同値でないようなものが存在する。
- 終域 Y が実数全体の成すノルム空間 R のとき、M(X, R) に属する関数には点ごとの和に加えて点ごとの積も定義されるが、上限ノルムはこの積に関して劣乗法的、すなわち{\displaystyle \lVert fg\rVert _{\infty }\leq \lVert f\rVert _{\infty }\,\lVert g\rVert _{\infty }}を満たす。即ち、この積と上限ノルムに関して M(X, Y) はバナッハ代数を成す。
- コンパクト空間上の複素連続関数は、一様ノルムに関してC*-環を成す。

## 最大値ノルム
f が閉区間（あるいはより一般にコンパクト集合）上で定義される連続関数ならば、f は有界で、ワイエルシュトラスの定理により上記定義における上限の値を実現するような点が区間内に存在する（上限値は最大値になる）から、上限の代わりに最大値をとることができる。この場合、一様ノルムは最大値ノルムとも呼ばれる。特に、有限次元座標空間におけるベクトル {\displaystyle x=(x_{1},\dots ,x_{n})}（これは有限集合 {1, …, n} 上の連続関数と見做せる）に対する一様ノルムは
{\displaystyle \|x\|_{\infty }=\max\{|x_{1}|,\dots ,|x_{n}|\}}
の形に書ける。

## 一様構造
二変数関数
{\displaystyle d(f,g)=\|f-g\|_{\infty }}
は、ある特定の定義域上のすべての有界関数からなる空間（および、その任意の部分集合）上の距離となる。関数列 {fn : n = 1, 2, 3, …} がある関数 f に一様収束するための必要十分条件は
{\displaystyle \lim _{n\to \infty }\|f_{n}-f\|_{\infty }=0}
が成り立つことである。この距離位相について閉集合および閉包を定めることが出来る; 一様ノルムについての閉集合は一様閉と呼ばれ、同様に閉包は一様閉包と呼ばれる。関数からなる集合 A の一様閉包は、A 上の一様収束する関数列により近似されるようなすべての関数からなる集合である。例えば、ストーン＝ワイエルシュトラスの定理の主張を「区間 [a, b] 上のすべての連続関数からなる集合は、[a, b] 上の多項式すべてからなる集合の一様閉包である」という形に述べることができる。

## 注
1. ↑  (Rudin 1964, p. 151)